# Seduction of the Innocent
Seduction of the Innocent (dt.: Verführung der Unschuldigen) ist ein 1954 erschienenes Buch des deutsch-amerikanischen Psychiaters Fredric Wertham. Darin wurden Comics als jugendgefährdend und als Anstiftung zum Verbrechen kritisiert. Zusammen mit den Kefauver-Hearings, in denen Comicverleger und -zeichner öffentlich befragt wurden, bildete es den Höhepunkt einer gegen Comics gerichteten Kampagne zu Beginn der 1950er Jahre. Infolgedessen kam es zur Einführung des Comics Code, einer Selbstkontrolle führender US-amerikanischer Comicverlage.

## Inhalt
In seinem Buch kritisierte Wertham US-Comics als jugendgefährdend, gewaltverherrlichend und moralisch verkommen. Fokus seiner Kritik war besonders der Verlag EC Comics, in dem viele Pulp-, Horror- und Gruselgeschichten erschienen. Ferner griff er die drei populären Superhelden Superman, Batman und Wonder Woman an, die drei wichtigsten Titel von DC Comics. Batman war für Wertham wegen seiner engen Bindung an sein junges Mündel Robin ein „homosexueller Pädophiler“, Superman galt als Beispiel für Gewaltverherrlichung und Blasphemie, und die starke, emanzipierte Wonder Woman wurde als „unverkennbar lesbisch und männerfeindlich“ herausgestellt. Zudem führte Wertham an, dass Wonder Womans Zauberlasso ein Vagina-Symbol darstelle.

„Superman bringt Kindern Allmachtsfantasien bei … Batman-Geschichten sind homosexuell und pädophil … und Wonder Woman ist sein lesbisches, männerfeindliches Gegenstück.“

Bei Wonder Woman waren die Beobachtungen aus Werthams konservativer Sicht nicht ganz unberechtigt. Wonder-Woman-Autor William Moulton Marston war als Feminist bekannt und hatte eine Vorliebe für Bondage, so dass er gerne Fesselelemente in seine Comics einbaute. Batman-Autor Grant Morrison meinte 2012, dass Batman „viele schwule Facetten“ habe. Unter Fans gilt es als running gag, Batman und Robin (nicht ganz ernst gemeint) als Homo-Pärchen zu bezeichnen.
Wie durch neuere wissenschaftliche Studien bekannt wurde, sind die Daten von Wertham so verändert worden, dass sie zu seinen Thesen passen.

## Auswirkungen
Werthams Werk traf vor dem Hintergrund der McCarthy-Ära und der Panik der US-Bürger vor unamerikanischen Elementen einen Nerv und verkaufte sich gut. Comics wurden als jugendgefährdend gebrandmarkt, wodurch ein öffentlicher Druck entstand, von staatlicher Seite gegen die Comic-Verlage vorzugehen. 1949 war bereits in Kanada ein Gesetz erlassen wurden, das die Herstellung und Verbreitung von Crime-Comics mit zwei Jahren Freiheitsentzug belegte. Um ähnlichen Gesetzen in den USA zuvorzukommen, führten die US-amerikanischen Comicverlage mit dem Comics Code ein gemeinsames Regelwerk ein und gründeten mit der Comics Magazine Association of America (CMAA) eine freiwillige Selbstkontrolle, die über die Einhaltung des Codes wachte und Prüfsiegel vergab. Infolge der Selbstzensur konnten viele bis dahin erfolgreiche Titel, insbesondere des Verlags EC Comics, nicht weitergeführt werden. Verkaufszahlen gingen zurück und große Verlage strichen viele kleinere Titel, jedoch nicht bedeutende Serie wie Superman, Batman und Wonder Woman. Kleinere Comicverlage mussten entweder fusionieren oder aufgeben.
Innerhalb von DC Comics führte das Werk dazu, dass die jeweiligen Autoren von Superman, Batman und Wonder Woman neue Charaktere einführten, um die Serien nach damaligem Verständnis familienfreundlicher zu machen. Bei Superman wurde 1958 seine jüngere Cousine Supergirl eingeführt, die nicht bei ihm, sondern bei liebenden Stiefeltern aufwuchs. In Batman debütierten zwei weibliche Charaktere namens Batwoman (1956) und Batgirl (1961), mit denen jeweils Batman bzw. Robin flirteten, und bei Wonder Woman schließlich wurde ihre jüngere Schwester Wonder Girl erfunden (1958).
Wertham selbst entwickelte in den 1970er Jahren ein Faible für Comics, so dass er 1973 das Buch The World of Fanzines schrieb, in dem er Comic-Fanzines als „nützliche Kreativität“ lobte.

## Anspielungen
- In einer Folge der Zeichentrickserie Die Liga der Gerechten (DC Comics) führt der sensationsgierige Talkshowmaster Glorious Gordon Godfrey ein Buch namens The Innocent Seduced von Dr. Frederic vor. Es beweist angeblich, dass die Liga der Gerechten, die von Superman, Batman und Wonder Woman angeführt wird, kriminell und jugendgefährdend ist.
- In einer Ausgabe des Magazins Mad wird ein Dr. Frederick Werthless (dt.: Dr. Frederick Wertlos) abgebildet, der verzweifelt den Zusammenhang zwischen Jugendkriminalität und Baseball nachweisen will.

## Ausgaben
- Fredric Wertham: Seduction of the Innocent, Amereon Ltd, 1956, (Neuauflage: Main Road Books, 2004, ISBN 0-8488-1657-9)

## Sekundärliteratur
- Robert S. Warshow: The Study of Man: Paul, the Horror Comics, and Dr. Wertham, 1954
- R.C. Harvey: Wertham Revisited: Seduction in the Eighties. The Comics Journal 106 (3/1986): 72–90, 95.
- Ami Nyberg: Seal of Approval: The History of the Comics Code, University Press of Mississippi, 1998, ISBN 0-87805-975-X
- Carol L. Tilley: Seducing the Innocent: Fredric Wertham and the Falsifications That Helped Condemn Comics, Information & Culture: A Journal of History, Volume 47, Number 4, 2012, S. 383–413